# Alfredo Semprún Ramos
Alfredo Semprún Ramos va ser un guàrdia civil i militar espanyol.

## Biografia
El 1921, quan era capità, visità França per formar-se o fou guardonat amb el diploma de "Chevalier de l'Étoile Noire du Benin".
El juliol del 1936, en esclatar la Guerra civil, es trobava destinat en el 4t Terç a Madrid amb la graduació de comandant. Es va mantenir fidel a la República, integrant-se en la Guàrdia Nacional Republicana (GNR) i aconseguint el rang de tinent coronel. Al maig de 1937 va ser nomenat comandant de la 124a Brigada Mixta, en el Front d'Aragó. Posteriorment va ser enviat al capdavant Nord, on va manar 2n sector del setge d'Oviedo i la 3a Divisió asturiana.
Després de la caiguda del front Nord va tornar a la zona centro republicana, si bé no va tornar a exercir llocs rellevants. En acabar la contesa va marxar a Perpinyà, on va morir poc després.